# 昆比萨利赫
昆比萨利赫（法語：Koumbi Saleh）是位于毛里塔尼亚东南部的一处古代和中世纪城市遗址，可能曾是加纳帝国的首都。该地现为一个市镇。2013年，人口为11064。
从9世纪起，阿拉伯文献中便开始提及加纳帝国与跨撒哈拉黄金贸易的联系。11世纪的史学家巴克里在其著作中描述加纳的首都由两座相距10公里的城镇组成：一座为穆斯林商人所居，另一座则为加纳国王所居。1913年，考古学家发现一部17世纪的非洲编年史，记载首都名为“昆比”，这一发现引导法国考古学家找到了昆比萨利赫的遗址。
对该遗址的发掘揭示了一座大型穆斯林城镇的遗迹，建筑包括石头建造的房屋以及一座清真寺，但并无铭文能够明确证明此地即为加纳帝国的首都。巴克里所描述的王城遗迹至今尚未被发现。放射性碳测定表明，该遗址的使用时间约在5世纪末至14世纪之间，其中城市化阶段大致从11世纪持续到14世纪。